# Ludyella corticariiformis
Ludyella corticariiformis is een keversoort uit de familie beekkevers (Elmidae). De wetenschappelijke naam van de soort werd in 1899 gepubliceerd door Edmund Reitter.